# Новоспасівка
Новоспа́сівка — село в Україні, у  Біловодській селищній громаді Старобільського району Луганської області. Населення становить 145 осіб. До 2017 року орган місцевого самоврядування — Плугатарська сільська рада.

## Населення
За даними перепису 2001 року населення села становило 145 осіб, з них 90,34% зазначили рідною мову українську, 6,21% — російську, а 3,45% — іншу.